# 大吟醸 (中島みゆきのアルバム)
『大吟醸』（だいぎんじょう）は、1996年3月21日に発売された、中島みゆきのベスト・アルバムである。

## 構成
1975年発売の「時代」から、1995年発売の「旅人のうた」までのシングル楽曲を中心にカバーやタイアップなどで話題を呼んだ曲から構成されているが、シングルヒットを連発していた1980年代前半の作品が少ないのとは対照的に、瀬尾一三とともに創作活動に臨むようになった1990年代の作品が多い。

## ディスクジャケット
タイトルの「大吟醸」にちなみ、日本酒の一升瓶のラベルを思わせるようなもので、中央に金色の墨書で「大吟醸」と記されている。台湾盤では「醇醸」、香港版では「醇美雪」と、同内容・デザインでタイトルが違っている。

## リリース
1996年3月21日にポニーキャニオンのAARD-VARKレーベルから、CDとMD、カセットテープの3形態でリリースされた。
現行盤は2002年にヤマハミュージックコミュニケーションズから再発されたもので、紅白出演後にオリコンに再チャートインしたのもこちらの盤である。

## チャート成績
オリコンチャートでも最高1位を記録したものの、チャートへの登場週数は18週とさほど多くはなかったが、2000年に「地上の星」がヒットするようになってから再び地道にセールスを伸ばすようになり、2002年に中島が『第53回NHK紅白歌合戦』に出演して話題になった際にはアルバムチャートに再ランクインしている。
このアルバムが発売された当時の中島は44歳であり、このアルバムが1位になったことによって、彼女はオリコンチャートで1位を獲得した女性アーティストの最高齢記録を更新した。

## 収録曲
- 全作詞/作曲: 中島みゆき（特記以外）
- 編曲: 瀬尾一三（特記以外）

1. 空と君のあいだに
  - 1994年に日本テレビ系列で放送されて大ヒットしたテレビドラマ『家なき子』の主題歌として同年5月に発売され、オリコンのシングルチャートで1位、1994年度の年間チャートで5位を記録したメガヒットナンバー。アルバム『LOVE OR NOTHING』にはデヴィッド・キャンベルのアレンジによる別バージョンが収録されている。
2. 悪女（編曲: 船山基紀）
  - 1981年にシングル発売され、オリコンのウィークリーシングルチャートで1位、翌1982年度の年間チャートで6位を記録した大ヒット曲。同じく1982年に後藤次利のアレンジによる別バージョンの同曲が収録されたアルバム『寒水魚』も年間アルバムチャートで1位を記録しており、同曲が発表されたころが中島にとって人気がピークに達していた時期であることが覗える。
3. あした
  - KDD（現KDDI）のCMソングとして1989年に発表された作品。シングルは最高18位でありながら、33週にわたってチャートインするロングヒットとなった。翌年発表のアルバム『夜を往け』にはミックス違いのアルバムバージョンが収録されている。
4. 最後の女神
  - TBS系列の報道番組『筑紫哲也 NEWS23』のテーマ曲として1993年に発表された作品。シングルのみでリリースされ（「時代」との両A面扱い）、オリコン最高22位を記録した。
5. 浅い眠り
  - フジテレビ系列のテレビドラマ『親愛なる者へ』の主題歌として1992年にリリースされ、オリコン最高2位を記録した作品。中島にとって初のミリオンセラーになるヒットとなった。
6. ルージュ
編曲: 戸塚修
  - 1979年発表のセルフカバー・アルバム『おかえりなさい』収録曲。1977年にちあきなおみに提供した作品で、1992年にはフェイ・ウォンが「容易受傷的女人」のタイトルでカバーしてアジア圏で大ヒットした。
7. 誕生
  - 映画『奇跡の山 さよなら、名犬平治』の主題歌として1992年に発表され、オリコンのシングルチャートで最高13位を記録したナンバー。同年に発表されたアルバム『EAST ASIA』にも収録された。
8. 時代
  - 1975年の『第6回 世界歌謡祭』でグランプリを受賞した中島の出世作であり、初期の代表曲。德永英明や薬師丸ひろ子など、数多くの歌手にカバーされているスタンダード・ナンバーである。本作に収録されているのは、1993年に発表された同名のセルフカバー・アルバムの中でリメイクされたバージョンのシングル・エディット。中島本人が出演する郵政省の年賀はがきのCMソングとして1990年代に長年オンエアされていたため、現在ではこちらのリメイクのほうが広く一般に知られている。
9. わかれうた
編曲: 吉野金次、福井崚
  - 中島が歌手として最初にヒットチャート1位を獲得した記念すべき作品。70万枚以上を売り上げ、1978年度の年間シングルチャートでもトップ10内に入る大ヒットとなった。アルバム『愛していると云ってくれ』にも収録されている。
10. ひとり上手
編曲: 萩田光雄
  - 1980年にシングルでリリースされ、オリコンで最高6位を記録した作品。タイトルの「ひとり上手」は、中島がパーソナリティを務めていたニッポン放送の人気番組『中島みゆきのオールナイトニッポン』内のコーナーの名前としても知られる。翌年発表のアルバム『臨月』にもアルバムミックスで収録された。
11. 慟哭
作曲: 後藤次利
  - 1993年発表のセルフカバー・アルバム『時代-Time goes around-』収録。中島が1992年に工藤静香のために書き下ろしたナンバーで、フジテレビ系列のテレビドラマ『あの日に帰りたい』の主題歌としても使用された。工藤の歌ったオリジナルはシングル発売されて90万枚を売り上げる高セールスを記録し[注 3]、中島が他の歌手に提供した作品としては最大のヒット曲となった。
12. 狼になりたい
編曲: 石川鷹彦
  - 1979年のアルバム『親愛なる者へ』収録。歌詞の中には牛丼チェーン店の「吉野家」と同名の飲食店が登場する[注 4]。
13. 旅人のうた
  - 安達祐実が主演したテレビドラマ『家なき子』の続編『家なき子2』の主題歌として1995年にシングルでリリースされ、中島にとって3作目のミリオンヒットとなった楽曲。24thアルバム『パラダイス・カフェ』にはアレンジを改めて録音されたアルバムバージョンで収録、セレクションアルバム『Singles 2000』『ここにいるよ』の2作ではアウトロのフェードアウトを早めたバージョンで収録されているため、シングルバージョンのフルサイズが聴けるアルバムはこの作品のみである。
14. ファイト!
編曲: 井上堯之
  - 1983年のアルバム『予感』の最後を締めくくっていた7分の大作。吉田拓郎、福山雅治、アナム&マキなど幾多のアーティストによるカバーも存在する、中島の代表曲の一つである。アルバムのみに収録された、いわば隠れた人気曲だったが、1994年に住友生命のCMソングで使用され、「空と君のあいだに」との両A面でシングルカットされて大ヒットしたことによって、多くの人々に広く認知されるようになった。また、2005年にはパンクロックバンドHIGHWAY61の楽曲「サヨナラの名場面」が、この曲の盗作と指摘されたことによって発売中止に追い込まれるという事件もあった。